# Erik Persson (chefredaktör)
Erik Ragnar Persson, född 15 november 1922 i Svenljunga församling, Älvsborgs län, död 28 oktober 1998 i Borås, var en svensk redaktör och socialdemokratisk kommunalpolitiker. 
Persson, som var son till garveriarbetare Albin Persson och Märta Johansson, var handelsanställd 1935–1946, blev lokalkorrespondent för Västgöta-Demokraten 1946, var anställd som huvudredaktör i Borås 1947–1964 och chefredaktör där 1964–1971. Han var ledamot av stadsfullmäktige, kulturnämnden och biblioteksnämnden i Borås stad. Han var styrelseledamot i Sjuhäradsbygdens konstförening och Sjuhäradsbygdens kulturhistoriska förening.